# 부안 중계리 꽝꽝나무 군락
부안 중계리 꽝꽝나무 군락은 대한민국의 천연기념물이다.
- 부안 중계리의 꽝꽝나무 군락 보관됨 2007-09-29 - 웨이백 머신 - 남북의 천연기념물
- 부안 중계리의 꽝꽝나무 군락 - 문화재청

## 같이 보기
- 꽝꽝나무